# Czesław Wójtowicz

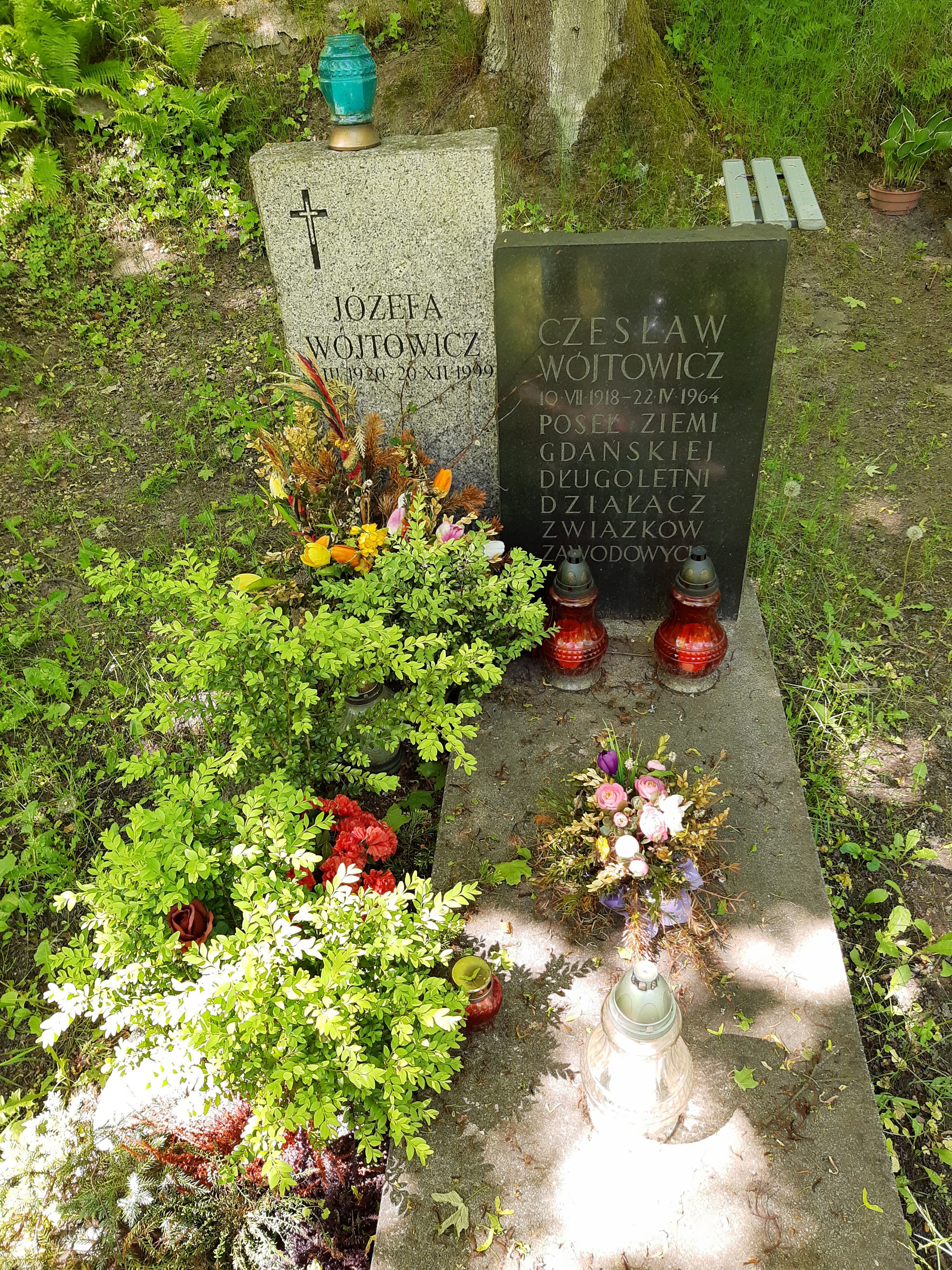
Grób Czesława Wójtowicza na cmentarzu Srebrzysko

Czesław Wójtowicz (ur. 10 lipca 1918 w Oświęcimiu, zm. 22 kwietnia 1964 w Gdańsku) – polski telegrafista, kolejarz i polityk, poseł na Sejm PRL II i III kadencji.

## Życiorys
Uzyskał wykształcenie średnie, z zawodu telegrafista i kolejarz. W 1938 został praktykantem w służbie ruchu Polskich Kolei Państwowych. Wziął udział w wojnie obronnej 1939, w trakcie której walczył nad Bzurą, w obronie Warszawy i pod Zamościem, następnie powrócił do Oświęcimia. Ukrywał się przed wywiezieniem na roboty przymusowe w Niemczech, w 1941 rozpoczął pracę na kolei jako robotnik, a w 1945 wrócił na przedwojenną stację Tczew. W latach 1948–1953 pracował w Związku Zawodowym Kolejarzy, był przewodniczącym wojewódzkiej komisji Związków Zawodowych w Gdańsku.
W 1946 wstąpił do Polskiej Partii Robotniczej, a następnie do Polskiej Zjednoczonej Partii Robotniczej. Od 1954 pełnił funkcję I sekretarza komitetu zakładowego PZPR przy PKP w Tczewie. Ponadto był członkiem komitetu wojewódzkiego PZPR i członkiek egzekutywy KW PZPR w Gdańsku. W 1957 i 1961 uzyskiwał mandat posła na Sejm PRL w okręgu Tczew. Przez dwie kadencje zasiadał w Komisji Gospodarki Morskiej i Żeglugi oraz w Komisji Komunikacji i Łączności. Zmarł w trakcie kadencji.
Pochowany na cmentarzu Srebrzysko w Gdańsku w Alei Zasłużonych (rejon II).